# 特鲁瓦维尔
特鲁瓦维尔（法語：Trois-Villes，法語發音：[tʁwa vil]）是法国大西洋比利牛斯省的一个市镇，位于该省中部偏南，属于奥洛龙-圣玛丽区和巴斯克地区城市公共社区。

## 地理
特鲁瓦维尔（43°8'0"N, 0°52'36"W）面积6.39 平方千米，位于法国新阿基坦大区大西洋比利牛斯省，该省份为法国东南部省份，涵盖了贝阿恩与北巴斯克，西临大西洋比斯開灣，北至朗德省，东北接热尔省，东临上比利牛斯省，南与西班牙接壤。
与特鲁瓦维尔接壤的市镇（或旧市镇、城区）包括：阿洛斯-锡巴斯-阿邦斯、巴尔屈斯、奥萨斯-叙阿尔、索吉圣埃蒂安、塔尔代茨-索罗吕斯。

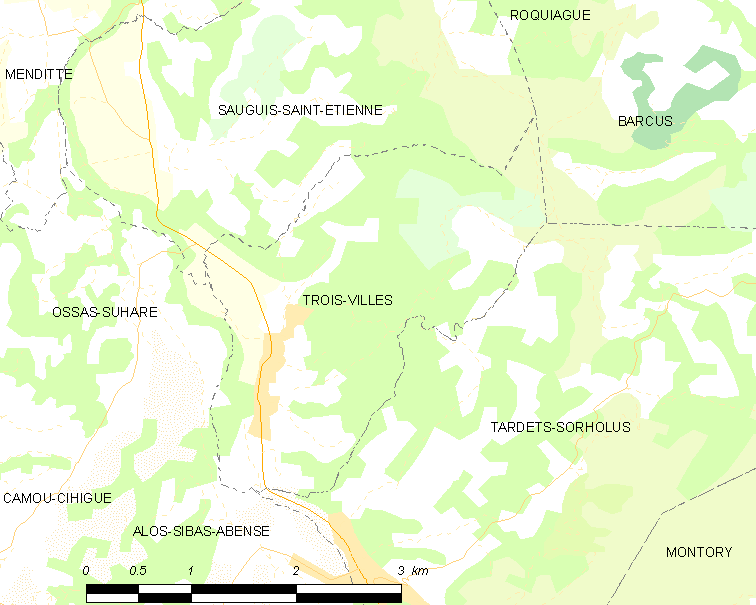
特鲁瓦维尔的OSM定位图

特鲁瓦维尔的时区为UTC+01:00、UTC+02:00（夏令时）。

## 行政
特鲁瓦维尔的邮政编码为64470，INSEE市镇编码为64537。

## 政治
特鲁瓦维尔所属的省级选区为巴斯克山地县。

## 人口

1962-2008年间特鲁瓦维尔人口变化图示

特鲁瓦维尔于2022年1月1日时的人口数量为141人。